# Revolta de Agosto
A Revolta de Agosto (em georgiano:  აგვისტოს აჯანყება, agvistos adjanq’eba) foi uma insurreição mal sucedida contra o domínio soviético na República Socialista Soviética da Geórgia do final de agosto ao início de setembro de 1924.
Com o objetivo de restaurar a independência da Geórgia - incorporada na União Soviética - a revolta foi liderada pelo Comitê para a Independência da Geórgia, um bloco de organizações políticas antissoviéticas dirigidas pelo Partido Trabalhista Social-Democrata da Geórgia (menchevique). Foi o ápice de uma luta de três anos contra o regime bolchevique estabelecido pelo Exército Vermelho da Rússia soviética durante uma campanha militar contra a República Democrática da Geórgia no início de 1921. O Exército Vermelho e tropas da Cheka, sob as ordens de Josef Stalin e Sergo Ordjonikidze, suprimiram a insurreição, e instigaram uma onda de repressão em massa que matou milhares de cidadãos georgianos. A Revolta de Agosto foi uma das últimas grandes rebeliões contra o governo soviético, e sua derrota marcou o estabelecimento definitivo do regime soviético na Geórgia.